# 권서경
권서경(1988년 2월 16일 ~)은 대한민국의 성악가이다.

## 방송
- 팬텀싱어 1 (2016) - 3위
- 팬텀싱어 올스타전 (2021)
- 미스터트롯3 (2024) - Top101